# روزالیند هرست‌هاوس
مری روزالیند هرست‌هاوس (به انگلیسی: Mary Rosalind Hursthouse) (متولد ۱۰ نوامبر ۱۹۴۳) یک فیلسوف اخلاق نیوزلندی متولد بریتانیا است، که به‌دلیل کارش در زمینه اخلاقیات فضیلت شناخته شده‌است. او یکی از برجسته‌ترین شارحان اخلاق فضیلت معاصر است، اگرچه در فلسفه عملی، تاریخ فلسفه، روان‌شناسی اخلاق و اخلاق زیست‌پزشکی نیز آثار زیادی منتشر کرده‌است. هرست‌هاوس پروفسور بازنشسته فلسفه در دانشگاه آکلند است و در سال ۲۰۱۶ به‌عنوان عضو انجمن سلطنتی نیوزلند انتخاب شد.
کتاب در باب اخلاق فضیلت (۱۹۹۹) از هرست‌هاوس تحولی بزرگ در احیای نظریه فضیلت معاصر است (چرخش ارتائیک) که توضیحی قطعی از اخلاق فضیلت نوارسطویی ذکر می‌شود و عمل اخلاقی درست، شخصیت با فضیلت و شکوفایی انسان را به هم پیوند می‌دهد. راجر کریسپ کتاب او را «بیانیه جامع اخلاق فضیلت مدرن که چهل سال است در انتظارش بوده‌ایم» توصیف کرده‌است. به گفته سیمون بلک‌برن، «با این کتاب، اخلاق فضیلت در نهایت به بلوغ می‌رسد... این کتاب بدون زحمت جای توضیح تعیین‌کننده دیدگاه اخلاق فضیلت را خواهد گرفت». هرست‌هاوس همچنین سهم قابل‌توجهی در بحث‌های جاری در مورد وضعیت اخلاقی، معضلات اخلاقی، عواطف اخلاقی، طبیعت‌گرایی اخلاقی، طبیعت انسانی و خرد عملی داشته است.
هرست‌هاوس شاگرد الیزابت انسکوم و فیلیپا فوت بود، و از آن‌ها برای بسیاری از کارهایش در زمینه اخلاق فضیلت الهام گرفته‌است. در واقع، بسیاری «در باب اخلاق فضیلت» را جانشین مقاله آنسکوم «فلسفه اخلاق مدرن» (۱۹۵۸)، و همچنین دست‌نوشته فوت در مورد طبیعت‌گرایی اخلاقی می‌دانند که با عنوان نیکی طبیعی (۲۰۰۱) منتشر شده‌است.

## زندگی
هرست‌هاوس در سال ۱۹۴۳ در بریستول، انگلستان متولد شد. دوران کودکی خود را در نیوزیلند گذراند. عمه او ماری، فلسفه خوانده بود و وقتی پدرش از او پرسید که موضوع فلسفه دربارهٔ چیست، او نتوانست پاسخ عمه‌اش را بفهمد. روزالیند، ۱۷ ساله بلافاصله متوجه شد که می‌خواهد در رشته فلسفه تحصیل کند، و سال بعد در این رشته ثبت‌نام کرد.

## کار
هرست‌هاوس پس از تدریس در دانشگاه اوکلند و کالج کورپوس کریستی، به هیئت علمی مؤسس دانشگاه آزاد پیوست تا با دانشجویان محروم و دانش‌آموزان بزرگسالی که پیش‌زمینه‌ای در فلسفه نداشتند، کار کند. در سال ۱۹۷۵، به‌عنوان مدرس در دانشگاه آزاد منصوب شد، و برای ۲۵ سال در آن‌جا به تدریس پرداخت، و بعدتر مدرس ارشد و رئیس دپارتمان فلسفه (۱۹۹۱-۱۹۹۷) شد.

اما برای اولین بار در سال‌های ۱۹۹۰–۱۹۹۱ با سه مقاله وارد صحنه بین‌المللی فلسفی شد:
1. «اقدامات عقلانی» که با این دیدگاه که تبیین عمل با استناد به دلایل (یک «نیت») نوعی تبیین رویدادی-علّی به معنای آشنا است، گسست ایجاد کرد. اثر دونالد دیویدسون. هرستهاوس با نشان دادن این‌که برخی از اقدامات عمدی با حسن‌نیت به صورت عقلانی توضیح داده می‌شود، با مثالی متضاد استدلال می‌کند که روایت دیویدسون از دلایل به‌عنوان علل عمل، اشتباه است. هرست‌هاوس توجه فلسفی خود و ما را به انواع دلایلی که انسانها در توضیح رفتار انسانی درخواست کرده و ارائه می‌دهند معطوف می‌کند: رفتار احساسال، عقلانی، اجتماعی، سیاسی، زبانی، قانون کامل حیوانات.
2. «نظریه فضیلت و سقط جنین» که در آن هرست‌هاوس نسخه جدیدی از اخلاق فضیلت ارسطویی را ترسیم کرد، از آن در برابر ایرادات احتمالی دفاع کرد، و آن را در موضوع سقط جنین به‌کار برد. او استدلال می‌کند که در حالی که بیشتر بحث‌های سقط جنین بر این موضوع متمرکز است که چه کسی حق تصمیم‌گیری در مورد جنین را دارد، تصمیمی که در چارچوب حقوق فرد گرفته می‌شود همچنان می‌تواند بی‌رحمانه یا بزدلانه باشد، به این معنی که از نظر اخلاقی برای شخص به‌دنیا آورنده، فارغ از وضعیت جنین و حقوق باروری زنان، مشکل‌ساز و ویران‌کننده خواهد بود. این مقاله که تئوری و کاربرد را ترکیب می‌کند، نمونه اولیه رویکرد متمایز هرست‌هاوس به اخلاق فلسفی بود. هرست هاوس تأکید در اخلاق فضیلت نوارسطویی را بر زندگی عوامل انسانی مستقر (از جمله پیامدهای اعمال آن‌ها) و قابلیت‌های برجسته، ویژگی‌های شخصیتی و دلایل دخیل در انجام واقعی خوب یا تا حد امکان خوب را در هر چیزی نشان می‌دهد.
3. «پس از عدالت هیوم»، که روایتی نوارسطویی از عدالت اجتماعی ارائه می‌کرد، عمیقاً تحت‌تأثیر لودویگ ویتگنشتاین بود. هرست‌هاوس استدلال می‌کند که یک فلسفه سیاسی مدرن که خیر --- فضیلت و شکوفایی انسانی--- را بر حق ترجیح می‌دهد و اخلاق را مقدم بر سیاست می‌داند و آن را مستمر می‌داند، می‌تواند حقوق فردی انسان را در خود جای دهد.

او همچنین بر ماهیت عملی اخلاقیات فضیلت در کتاب‌های خود به نام «آغاز زندگی و اخلاق، انسان‌ها و سایر حیوانات» تأکید کرده‌است. مهم‌ترین کمک او به اخلاقیات فضیلت مدرن، کتاب او دربارهٔ اخلاقیات فضیلت است، که ساختار آن را به‌عنوان یک نظریه متمایز هدایت‌کننده کنش، رابطه بین فضیلت، احساسات و انگیزه اخلاقی، و جایگاه فضایل در یک گزارش کلی از انسان بررسی می‌کند.در سال ۲۰۱۶، هرست‌هاوس به‌عنوان عضو انجمن سلطنتی نیوزلند انتخاب شد.